# يوسف عبدالحسين خلف
يوسف عبدالحسين خلف، قانوني بحريني، وزير الشؤون القانونية منذ 13 يونيو 2022.

## عن حياته
عمل كمحام ومستشار قانوني خلال الفترة 1990 حتى 2002 وهو محكم معتمد لدى محاكم البحرين وعدد من مراكز التحكيم الإقليمية والدولية عمل خلال الفترة 2002 حتى 2005 مستشاراً قانونياً بديوان ولي العهد وفي عام 2005 شغل منصب رئيس المستشارين القانونين بمجلس التنمية الاقتصادية والإضافة إلى عمله بمجلس التنمية الاقتصادية عمل مستشاراً قانونياً بمكتب النائب الأول لرئيس مجلس الوزراء خلال الفترة 2013 حتى 2020 وعمل مستشاراً قانونياً بمكتب رئيس مجلس الوزراء خلال الفترة 2021 حتى 2022. 
وفي 13 يونيو 2022 أصدر الملك حمد بن عيسى آل خليفة ملك مملكة البحرين مرسوماً بتعديل وزاري حيث عُين وزيراً للشؤون القانونية  وكما تم تجديد تعينه في نفس المنصب في مرسوم تشكيل الحكومة الذي صدر في 21 نوفمبر 2022.

## أوسمة حصل عليها
حصل على وسام الكفاءة من الدرجة الأولى عام 2014 ووسام الأمير سلمان بن حمد للاستحقاق الطبي عام 2022.